# Hans Eugster
Hans Eugster (27 marzo 1929 – 12 novembre 1956) è stato un ginnasta svizzero.

## Palmarès

### Olimpiadi
- 3 medaglie:
  - 1 oro (Helsinki 1952 nelle parallele)
  - 1 argento (Helsinki 1952 nel concorso a squadre)
  - 1 bronzo (Helsinki 1952 negli anelli)